# Larry Young (atleta)
Lawrence Dean Young, detto Larry (Independence, 10 febbraio 1943), è un ex marciatore statunitense, vincitore di due medaglie di bronzo ai Giochi olimpici.

## Biografia
Ha gareggiato ai Giochi olimpici di Città del Messico 1968 e Monaco di Baviera 1972 con successo, conquistando due medaglie di bronzo e diventando così il primo statunitense a conquistare una medaglia sulla lunga distanza.
Ritiratosi dall'attività agonistica, è diventato uno scultore specializzato in sculture esterne specialmente in bronzo.

## Palmarès
| Anno | Manifestazione      | Sede              | Evento       | Risultato | Prestazione | Note |
| ---- | ------------------- | ----------------- | ------------ | --------- | ----------- | ---- |
| 1967 | Giochi panamericani | Winnipeg          | Marcia 50 km | Oro       | 4h26'21"    |      |
| 1968 | Giochi olimpici     | Città del Messico | Marcia 50 km | Bronzo    | 4h31'55"4   |      |
| 1971 | Giochi panamericani | Cali              | Marcia 50 km | Oro       | 4h38'31"    |      |
| 1972 | Giochi olimpici     | Monaco            | Marcia 20 km | 10º       | 1h32'53"4   |      |
| 1972 | Giochi olimpici     | Monaco            | Marcia 50 km | Bronzo    | 4h00'46"0   |      |